# Miralda
Genre
Synonymes
- Odostomia (Miralda) A. Adams, 1863

Miralda est un genre de mollusques gastéropodes marins de l'ordre des Heterostropha et de la famille des Pyramidellidae.

## Liste des espèces
Selon World Register of Marine Species (12 octobre 2019) :
- Miralda agana (Bartsch, 1915)
- Miralda attentissima (Nomura, 1936)
- Miralda austropacifica W. R. B. Oliver, 1915
- Miralda brevicula (Melvill & Standen, 1903)
- Miralda conica Laseron, 1959
- Miralda corona Saurin, 1959
- Miralda diadema (A. Adams, 1860)
- Miralda diademaeformis (Nomura, 1938)
- Miralda eximia (Dautzenberg & Fischer, 1907)
- Miralda fastigata Peñas & Rolán, 2017
- Miralda franciscae Saurin, 1958
- Miralda galloisi Saurin, 1959
- Miralda gemma (A. Adams, 1861)
- Miralda idalima Melvill, 1896
- Miralda ima (Melvill, 1906)
- Miralda laetitia (Melvill & Standen, 1903)
- Miralda minusnodosa Peñas & Rolán, 2017
- Miralda montuosa Laseron, 1951
- Miralda opephora Melvill, 1898
- Miralda oscillaeformis Saurin, 1962
- Miralda parcecoronata Peñas & Rolán, 2017
- Miralda paucisculpta Peñas & Rolán, 2017
- Miralda paulbartschi (Pilsbry, 1918)
- Miralda philippinensis Peñas & Rolán, 2017
- Miralda pretiosa (Dautzenberg & Fischer, 1907)
- Miralda pretiosior Saurin, 1962
- Miralda primaliciae Saurin, 1962
- Miralda protogalea Peñas & Rolán, 2017
- Miralda pseudogemma Peñas & Rolán, 2017
- Miralda revincta (Hedley, 1912)
- Miralda robusta Peñas & Rolán, 2017
- Miralda scopulorum (R. B. Watson, 1886)
- Miralda senex (Hedley, 1902)
- Miralda sitizoi (Nomura, 1937)
- Miralda subnodosa Peñas & Rolán, 2017
- Miralda subtilstriae Peñas & Rolán, 2017
- Miralda superba Rolán & F. Fernandes, 1993
- Miralda suzettae Saurin, 1959
- Miralda temperata Rolán & F. Fernandes, 1993
- Miralda trinodosa Peñas & Rolán, 2017
- Miralda ultranodosa Peñas & Rolán, 2017
- Miralda umeralis (Hedley, 1902)

Noms douteux
- Miralda gemma Preston, 1908 (taxon inquirendum)

Noms en synonymie
- Miralda (Miraldella) Bartsch, 1955, un synonyme de Egilina Dall & Bartsch, 1906
- Miralda abbotti Olsson & McGinty, 1958, un synonyme de Ividella abbotti (Olsson & McGinty, 1958)
- Miralda annulata (A. Adams, 1854), un synonyme de Oscilla annulata (A. Adams, 1854)
- Miralda columna Laseron, 1959, un synonyme de Pyrgulina columna (Laseron, 1959)
- Miralda crispa G. B. Sowerby III, 1892, un synonyme de Odostomia crispa (G. B. Sowerby III, 1892)
- Miralda elegans (de Folin, 1870), un synonyme de Liamorpha elegans (de Folin, 1870)
- Miralda fossalina (Laseron, 1959), un synonyme de Hinemoa fossalina Laseron, 1959
- Miralda gemmifera (Dautzenberg & Fischer, 1907), un synonyme de Liamorpha gemmifera (Dautzenberg & H. Fischer, 1907)
- Miralda havanensis (Pilsbry & Aguayo, 1933), un synonyme de Ividia havanensis (Pilsbry & Aguayo, 1933)
- Miralda ligata (Angas, 1877), un synonyme de Hinemoa ligata (Angas, 1877)
- Miralda mellianensis Lozouet, 1998 †, un synonyme de Miralda A. Adams, 1863
- Miralda neofelixoides (Nomura, 1936), un synonyme de Iolaea neofelixoides (Nomura, 1936)
- Miralda robertsoni van Regteren Altena, 1975, un synonyme de Iolaea robertsoni (van Regteren Altena, 1975)
- Miralda rugosa Laseron, 1959, un synonyme de Miralda brevicula (Melvill & Standen, 1903)
- Miralda scitula (A. Adams, 1860), un synonyme de Iolaea scitula (A. Adams, 1860)
- Miralda suprasculpta (Tenison Woods, 1878), un synonyme de Hinemoa suprasculpta (Tenison Woods, 1878)
- Miralda terryi (Olsson & McGinty, 1958), un synonyme de Ivara terryi (Olsson & McGinty, 1958)